# Red de Medios Comunitarios
La Red de Medios Comunitarios (ReMC) es una organización que integra a medios comunitarios (sin ánimo de lucro y dedicados a dar un servicio a su comunidad) de toda España.

## Historia
Siguiendo la metodología de Investigación de Acción participativa (IAP),  en octubre de 2005 se celebran en Usera (Madrid) las Primeras Jornadas Internacionales de Redes Comunitarias, germen de lo que más adelante sería la Red de Medios Comunitarios (ReMC). Dado que se intuía que se iba a crear en breve un marco legal audiovisual (que luego se retrasó varios años), la idea del encuentro era crear una plataforma de trabajo cooperativo que tuviera visibilidad frente a la administración.
En abril de 2006, la entonces llamada Red Estatal de Medios Comunitarios (REMC) promovió el II Encuentro de Medios libres y Comunitarios; en noviembre de ese año, se produjo el III; y en noviembre de 2007, en Bilbao, el IV Encuentro. El V Encuentro fue organizado por Okupem les Ones, proyecto televisivo de ACS, en Barcelona, los días 6-8 de noviembre de 2009.
El 24 de mayo de 2009, volviendo al escenario original de Usera, se constituye legalmente la Red de Medios Comunitarios en España (ReMC) eliminando de su nombre la palabra «Estatal» para evitar equívocos ya que este vocablo se emplea para definir a organizaciones gubernamentales. La sede social se establecería en Cuac FM (La Coruña).
El VI Encuentro de Medios Comunitarios se celebró en Alicante, los días 22, 23 y 24 de octubre de 2010, organizado por la emisora comunitaria Artegalia.
El VII Encuentro de Medios Comunitarios se celebró en La Coruña desde el 11 al 13 de abril de 2014, organizado por la emisora comunitaria de La Coruña, Cuac FM. Este Encuentro congregó a más de un centenar de participantes que participaron en la Asamblea anual de la ReMC, en la Jornada Europea de Redes de Medios Comunitarios y en los diversos talleres de debate celebrados. La Asamblea de la ReMC renovó en La Coruña a parte de su comisión coordinadora, sustituyendo a Miriam Meda González, coordinadora General desde 2009 por María Navarro Limón.
La actividad prioritaria de la ReMC es “la promoción del Tercer Sector de la Comunicación como un servicio público de interés general y la reivindicación de espacio público de comunicación para garantizar su existencia y desarrollo”. La ReMC ha participado y analizado muchos de acontecimientos y dinámicas que han tenido lugar tanto en medios comunitarios locales de diversa procedencia como en redes autonómicas, así como actuaciones directas que se han llevado a cabo con motivo de procesos legales audiovisuales (reparto de licencias en la Comunidad de Madrid, aprobación de un nuevo Decreto de Radiodifusión en FM de Canarias o el Informe de Anteproyecto de Ley General del Audiovisual).
- Participan entre otros:
  - Proyectos de la Red de Medios Comunitarios
  - Asociación de Televisiones Locales de la Comunidad de Madrid, (Canal 33 Madrid, Tele K, etcétera)
  - Unión de Radios Libres y Comunitarias de Madrid
  - Xarxa de Televisions Locals
  - Etcétera

## Características de los medios comunitarios
Según los Estatutos de la ReMC, los medios de comunicación comunitarios son aquellos que cumplen las siguientes características:
- El medio es propiedad de una asociación sin ánimo de lucro.
- Su gestión y funcionamiento lo lleva a cabo un colectivo ciudadano.
- No existe reparto de beneficios de ningún tipo, y la financiación se destina íntegramente al proyecto.
- La gestión de estos medios de comunicación se realiza de forma participativa y horizontal, sin estructuras jerárquicas en la toma de decisiones.
- Tienen como objetivos profundizar en la democracia, transformar los procesos sociales y hablar de lo que otros medios no hablan.
- Estos medios no realizan proselitismo religioso ni partidista.

## Comisión de Coordinación

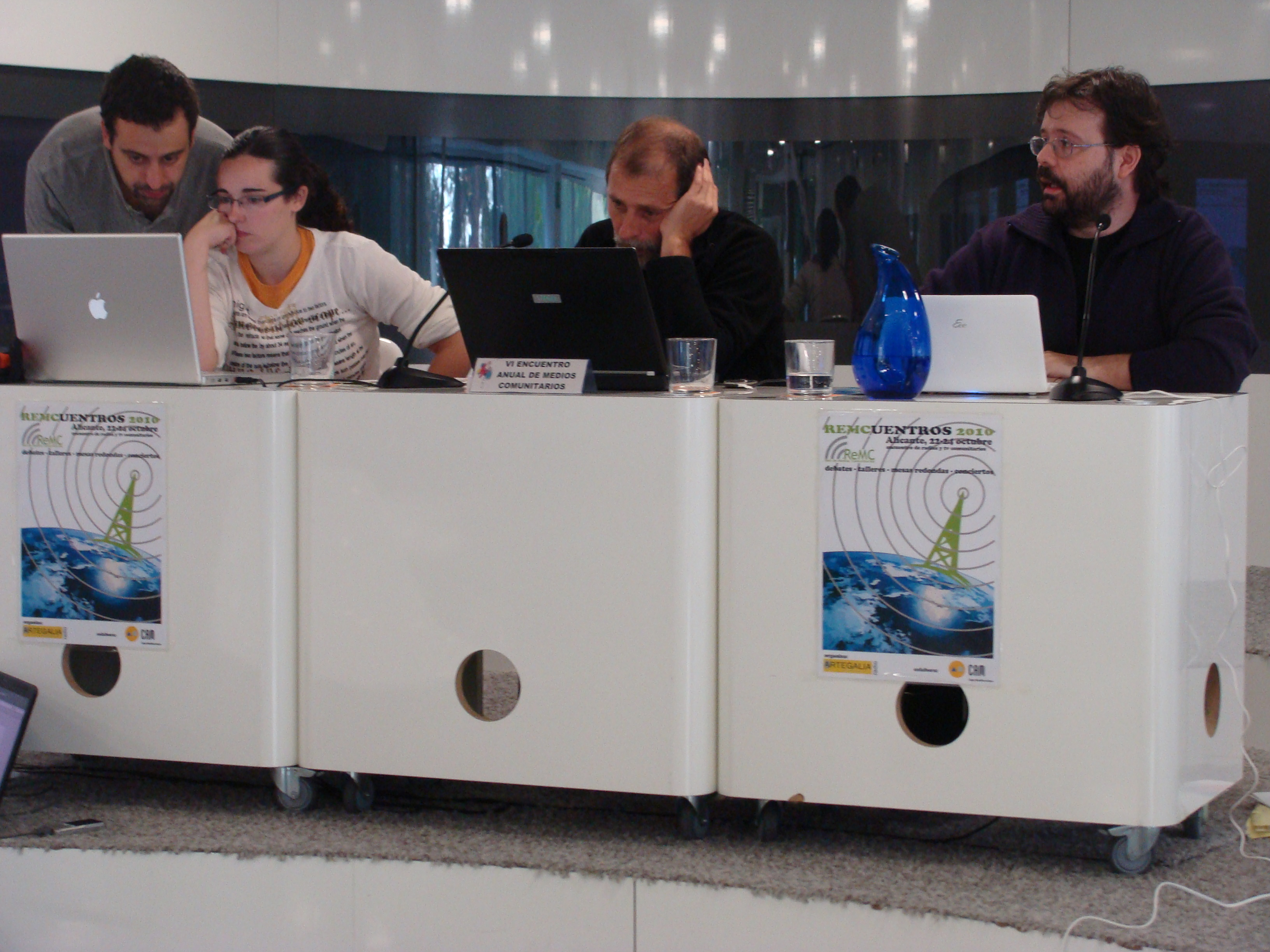
Javier García (Radio Almenara), Miriam Meda (Radio Ritmo), Mikel Estarrona (TasTas Irratia) y Mariano Fernández (Cuac FM), en la VI Asamblea de la ReMC.

| Cargo                                | Nombre                                              |
| ------------------------------------ | --------------------------------------------------- |
| Coordinadora General                 | David Gallego Roji (Onda Color)                     |
| Coordinador de Organización          | Alicia Barba Baños (Onda Merlín Comunitaria)        |
| Coordinador de Finanzas              | Jose Manuel Mínguez Navas (Onda Merlín Comunitaria) |
| Coordinador de Legislación           | Manuel Calvet Rebollo (Ràdio Televisió Cardedeu)    |
| Coordinadora del Área de las Mujeres | Begoña Sánchez Corrales (Radio Siberia)             |
| Coordinadora de Formación            | Alejandro Blanco Vallejo (Onda Color)               |
| Coordinador de Comunicación          | Gonzalo Benito Merino (Radio Vallekas)              |